# Stazione di Costa Masnaga
La stazione di Costa Masnaga è una stazione ferroviaria posta sulla linea Monza-Molteno, a servizio dell'omonimo comune.

## Storia
La stazione fu aperta nel 1911, come la totalità della linea.

## Strutture ed impianti
Il fabbricato viaggiatori è un piccolo edificio ad un solo piano, simile ad altri costruiti lungo la linea.

La stazione conta due binari per il servizio passeggeri. È presente un ampio scalo merci con un raccordo per le officine Costarail.

## Movimento
La fermata è servita dai treni della linea S7 (Milano-Monza-Molteno-Lecco), con frequenza semioraria nelle ore di punta (in direzione Milano la mattina e verso Lecco la sera) ed oraria nel resto della giornata.